# 鳥籠ノ番
『鳥籠ノ番』（とりかごのつがい）は、陽東太郎による日本の漫画。

## あらすじ
黒辺銀が高校に入学して半年たったある日、クラスメイトの白鷺雲が行方不明になった。1か月たっても、彼女の行方は分からないまま。しびれを切らし、クラスの有志6人が捜索のために向かったのは5年前に閉園した「鳥ノ森遊園地」。園の最奥部に位置する「鳥籠城」には、「二人で入って出てくると永遠に結ばれる」という噂があり、行方不明になる前の白鷺雲が行きたいと漏らしていたからだ。お化け屋敷のような廃墟と化した鳥籠城に入った6人は、鎖のついた鉄の首輪で2人ずつペアでつながれた状態で、何者かの手によって閉じ込められる。脱出のためのルールは2つだけ。1つ「2人1組で行動する」。2つ「選んだ道は戻れない」。

## 登場人物
黒辺 銀（くろべ ぎん）
高校1年生の男子。いつも小さい声でブツブツ独り言を呟いているので、周囲に変り者だと思われている。他の5人には不思議がられているが、白鷺雲の捜索隊に参加したのには理由がある。観察力・洞察力ともに鋭い。
金森 楓（かなもり かえで）
捜索隊に参加した、黒辺のクラスメイトの女子。「顔良し体良しノリも良し」と鵜川に評されるが、性格はどこか天然。黒辺にも明るく話しかけ、最初は彼と鎖でつながれることとなる。
鵜川 悠介（うがわ ゆうすけ）
捜索隊に参加した男子。鶴巻に「テキトー男」と言われるほどノリは軽いが、思いやり深い一面も持つ。鶴巻のことが密かに好き。最初は彼女と鎖でつながれることとなるが、そのために悲劇を一番間近で目撃することとなる。
鷹原 ゆま（たかはら ゆま）
捜索隊に参加した女子。鳩谷とつきあっており、その様子は周りに「バカップル」「独特」と評される。少しわがままで、お嬢様気質。捜索隊に参加した目的は、白鷺を探すというより、鳥籠城のジンクスを鳩谷と試すためのようにも見える。
鳩谷 蒼（はとや あおい）
捜索隊に参加した男子。鷹原とつきあっており、強引な彼女に若干押され気味である。最初は鷹原と鎖でつながれる。メガネをかけている。
鶴巻 咲（つるまき さき）
捜索隊の提案者である女子。活発な性格でリーダーシップを発揮し、鵜川に想いを寄せられるが、最初に悲劇に見舞われることとなる。
白鷺 雲（しらさぎ くも）
彼女の行方不明がこの事件の発端となる。鷹原に「どっちかっていうと派手」と評され、市内の駅で若い男と一緒にいたのが最後の目撃情報。物語の冒頭で、血を流して床に転がる男性と鎖でつながれた描写がある。翼の形をした髪飾りをいつも身に着けていた。
白鷺 雪（しらさぎ ゆき）
白鷺雲の姉であり、外見は雲とよく似ている。両親を亡くしており、2人きりの家族である雲に髪飾りをプレゼントしていた。雲と黒辺の関係を知っている。

## 書誌情報
- 陽東太郎 『鳥籠ノ番』 スクウェア・エニックス〈ガンガンコミックスONLINE〉、全4巻
  1. 2013年2月22日 ISBN 978-4-7575-3879-5
  2. 2013年8月22日 ISBN 978-4-7575-4038-5
  3. 2014年6月21日 ISBN 978-4-7575-4280-8
  4. 2014年6月21日 ISBN 978-4-7575-4281-5